# 貢薩洛皮薩羅縣
0°3′N 77°19′W / 0.050°N 77.317°W
貢薩洛皮薩羅縣（西班牙語：Cantón Gonzalo Pizarro），是厄瓜多爾的縣份，位於該國東北部，由蘇昆比奧斯省負責管轄，面積2,223平方公里，2001年人口6,964，人口密度每平方公里3.13人。